# Stazione di Eniwa
La stazione di Eniwa (恵庭駅?, Eniwa-eki) è la principale stazione della città di Eniwa situata lungo la linea Chitose.

## Linee
JR Hokkaido
■ Linea Chitose

## Struttura
La stazione è dotata di 2 binari.
| 1 | ■ Linea Chitose |  | Per Minami-Chitose, Aeroporto di Shin-Chitose, Tomakomai, Muroran e Hakodate |
| 2 | ■ Linea Chitose |  | Per Sapporo, Teine e Otaru                                                   |

## Stazioni adiacenti
| «                  | Servizio       | »             |
| Linea Chitose      | Linea Chitose  | Linea Chitose |
| ------------------ | -------------- | ------------- |
| Sapporo Beer Teien | Locale         | Megumino      |
| Chitose            | Rapido Airport | Kitahiroshima |